# هایشترباخ
هایشترباخ (به آلمانی: Haisterbach) یک منطقهٔ مسکونی در آلمان است که در ارباخ در اودنوالد واقع شده‌است. هایشترباخ ۴۲۳ نفر جمعیت دارد.